# Tom Fogerty
Tom Fogerty (Berkeley, 9 novembre 1941 – Scottsdale, 6 settembre 1990) è stato un chitarrista statunitense.
È conosciuto principalmente per aver fatto parte come chitarrista del gruppo dei Creedence Clearwater Revival, oltre ad essere il fratello maggiore di John Fogerty, cantante e chitarrista dello stesso gruppo.

## Biografia
Tom Fogerty inizia a suonare rock & roll alle superiori, formando il gruppo degli Spider Webb and the Insects. Pur firmando un contratto con la Del-Fi Records, il gruppo si scioglie nel 1959 prima ancora di effettuare le registrazioni. John, il fratello minore di Tom, lo chiama a far parte del suo gruppo chiamato The Blue Velvets, che realizza fra il 1961 e il 1962 tre singoli per la Orchestra Records con Tom alla voce. A metà degli anni sessanta, il gruppo cambia nome in The Golliwogs e registra nuove canzoni con la Fantasy Records, dove alla voce si alternano entrambi i fratelli. Dopo una serie di insuccessi nel 1968 il gruppo cambia nuovamente nome in Creedence Clearwater Revival, che vedranno John come frontman alla voce e alla chitarra. Durante i primi anni come Creedence, Tom canta come voce secondaria e scrive alcune canzoni, ma solo Walk on the Water viene registrata. Questa e altre ragioni convincono Tom ad abbandonare il gruppo nel 1971: abituato infatti ai giorni dei Golliwogs, in cui era cantante, scrittore di canzoni e manager del gruppo, non sopportò il fatto che il fratello fosse diventato il vero frontman dei Creedence.
Dopo aver lasciato il gruppo, Tom Fogerty inizia a registrare come solista: nel 1971 incide per la Fantasy Records (già etichetta dei Creedence) il suo album d'esordio denominato Tom Fogerty, il quale si piazza nella posizione numero 78 della Billboard Hot 200 chart. In questo album Jerry Garcia e Merl Saunders suonano in alcune tracce, mentre Stu Cook, Doug Clifford (rispettivamente bassista e batterista dei Creedence) e John Fogerty, suoneranno nell'album successivo, Zephyr National del 1973. Nonostante il fratello compaia in alcune parti di chitarra nei suoi album, i due continuano ad avere brutti rapporti, anche a seguito delle dispute legali tra la Fantasy Records e John sui diritti d'autore delle canzoni dei Creedence. Come solista Tom non raggiunge il successo e riesce a piazzare nelle classifiche solo due brani, Goodbye Media Man e Joyful Resurrection, nonostante negli anni settanta e ottanta continui a registrare.
Mentre John intraprese una luminosa carriera solista, Stuart e Douglas fondarono i Creedence Clearwater Revisited, con lo scopo di far rivivere le canzoni dei Creedence. Analogo gruppo viene fondato da Tom Fogerty, chiamato Creedence Clearwater Revived e attualmente guidato da Johnny "Guitar" Williamson. Per l'occasione del matrimonio di Tom e Tricia Clapper nell'ottobre 1980, i quattro membri dei Creedence effettuarono una riunione a quasi dieci anni dallo scioglimento e tre anni dopo, John, Stuart e Douglas suonarono per l'ultima volta assieme come The Blue Velvets. Tom vivrà per il resto della sua vita a Scottsdale, in Arizona, grazie ai guadagni realizzati con i Creedence.

## Morte
Nel 1990, a 48 anni, Tom Fogerty muore di AIDS (in particolare per una infezione di tubercolosi), a causa di una trasfusione di sangue dove il musicista aveva contratto l'HIV.
In un'intervista dello stesso anno del programma televisivo VH1's Legends, John Fogerty asserì che le ultime parole di Tom furono "Saul (Zaentz) è il mio migliore amico". Zaentz era il capo della Fantasy Records con cui Tom era stato nuovamente scritturato e John aveva cause legali in corso. John dichiarò di essersi sentito devastato per l'accaduto, poiché si sentiva insultato e capiva che non aveva mai avuto un'occasione per riconciliarsi con il fratello. Nel 1999 viene pubblicato il disco The Very Best of Tom Fogerty, raccolta postuma del musicista.

## Discografia

### Creedence Clearwater Revival
- 1968 - Creedence Clearwater Revival
- 1969 - Bayou Country
- 1969 - Green River
- 1969 - Willy and the Poor Boys
- 1970 - Cosmo's Factory
- 1970 - Pendulum

### Solo
- 1972 - Tom Fogerty (Fantasy Records)
- 1972 - Excalibur (Fantasy Records)
- 1974 - Zephyr National (Fantasy Records)
- 1974 - Myopia (Fantasy Records)
- 1976 - Ruby (PBR International Records) a nome Ruby
- 1978 - Rock & Roll Madness (PBR International Records) a nome Ruby
- 1981 - Deal It Out (Fantasy Records)
- 1984 - Precious Gems (Line Records) a nome Tom Fogerty + Ruby
- 1992 - Sidekicks (Line Records) a nome Tom Fogerty and Randy Oda

### Compilation
- 1999 - The Very Best of Tom Fogerty (Fantasy Records)